# シーティス (潜水艦)
| サンダーボルト | |
| 艦歴           | |
| 発注           | |
| 起工           | 1936年12月21日                                                                                             |
| 進水           | 1938年6月29日                                                                                              |
| 就役           | 1940年10月26日（サンダーボルトとして）                                                                     |
| 退役           | |
| その後         | 1939年6月1日の試験潜航中に沈没。1939 - 1940年に引き揚げ、修復。サンダーボルトとして就役、1943年3月14日戦没 |
| 除籍           | |
| 性能諸元       | |
| 排水量         | 水上 1,090t、水中1,560t                                                                                    |
| 全長           | 275 ft (84 m)                                                                                              |
| 全幅           | 26 ft 6 in (8.08 m)                                                                                        |
| 吃水           | 12 ft 9 in (3.89 m)（艦首） 14 ft 7 in (4.45 m)（艦尾）                                                    |
| 機関           | ディーゼルエンジン5,000hp (3,700kW)×2 電気モーター2,900hp (2,200kW)×2 2軸推進                              |
| 最大速力       | 水上15.25ノット 水中9ノット                                                                                |
| 乗員           | 士官、兵員59名                                                                                             |
| 兵装           | 4インチ砲1門 内装式前方魚雷発射管6門、外装式前方魚雷発射管4門（予備魚雷16本）、                            |

シーティス (HMS Thetis (N25)) はイギリス海軍のT級潜水艦の一隻。本艦は2つの艦名で就役した。最初のシーティスとして1939年3月4日に洋上試験を開始し、試験期間中の6月1日に沈没して99名の犠牲者をだした。その後引き揚げられ修復されるとサンダーボルトとして就役し、1943年3月14日に全乗組員と共に失われるまで大西洋と地中海戦域で任務に就いた。
シーティスは、その就役期間中に2度に渡り乗組員と共に失われるという事態にみまわれた稀有な軍艦の一隻である。

## シーティス
シーティスは、イングランド、バーケンヘッド（Birkenhead）にあるキャメル・レアード造船所（Cammell Laird）で建造され、1938年6月29日に進水した。完成後の試験は艦首潜舵（hydroplane）の不具合により遅れたが、ようやくガイ・ボラス（Guy Bolus）少佐指揮の下でリバプール湾（Liverpool Bay）で開始された。シーティスは、最終の潜航試験を実施するためにタグボートのグリーブコック（Grebecock）を伴ってリバプール湾に向けてバーケンヘッドを出港した。通常の乗組員は59名であったが、キャメル・レアード造船所の技師とその他の海軍関係者を含めて総員103名が乗船していた。最初の潜航が1939年6月1日14:00時に試みられが、潜航するには軽すぎることから艦内の様々なタンク内の水量が調べられた。調査されたものの一つが、魚雷発射管内に注水されているかどうかということであった。
魚雷担当士官のフレデリック・ウッズ（Frederick Woods）大尉は、発射管のテスト弁を開いてみた。不運なことに第5魚雷発射管のテスト弁はエナメル塗料（enamel paint）で塞がっていたために発射管前方扉が開いているにもかかわらず水は漏れてこなかった。テスト弁を貫通させるための錐が備わってはいたが、これは使用されなかった。このことと発射管扉開閉指示器の間違いやすい配置 - 縦に1番、2番、3番、4番、6番の5つとその下に5番発射管の指示表示盤が並び、各指示表示盤上では第5発射管の開閉指示表示はその他の発射管のものとは異なる表示位置であった - が、発射管後方扉を開かせることにつながった。流れ込む激流により艦首は水深150 ft (46 m)の海底に沈んだ。
救難ブイが放たれ、発炎筒が焚かれた。16:00時にグリーブコックがシーティスの異常に気付き、ゴスポート（Gosport）のドルフィン潜水艦基地へ無線で報じると即座に捜索が開始された。艦尾は海面に出ていたが、定員過剰、艦内の気圧増加と救出活動開始までの20時間の遅れによる二酸化炭素中毒によりその他の搭乗者が犠牲になる前に脱出できたのは僅か4名の乗組員のみであった。この事故で通常の乗組員53名に加え、キャメル・レアード造船所の26名、その他の海軍将校9名、ヴィッカース・アームストロング社の社員4名、業者2名の合計99名の生命が失われた。捜索活動のために派遣されてきた駆逐艦ブレイズンは、自艦の存在を知らせるために小型の爆雷を海中に投下しており、乗組員たちはブレイズンがシーティスを発見するまで艦からの脱出を待機していた。
この事故により造船所に対して弁を塞いでいた付着物を取り除かなかったという過失を主張する一人の寡婦からの訴訟が提起された。この寡婦にとっては不幸なことに海軍当局は国王の特権（Crown Privilege、現在は「公益を理由とする秘匿特権」：Public Interest Immunityという名称で知られる）を発動することに成功し、「公益を侵害する」という理由に基づいてその他諸々と共に「シーティスの船体及び機器類に関する契約」を裁判所の証拠物件として開陳することを封じた。この裁判は、担当裁判官が何の精査も無く額面通りに海軍当局の主張を受け入れて後に判決が覆ったという点で英国法の中でも興味深い案件の一つである。
沈没した艦の引き揚げ作業は、リバプール・アンド・グラスゴー・サルベージ協会（Liverpool & Glasgow Salvage Association）に委任され、引き揚げ作業が完了したときにシーティスから外された船鐘が海軍当局から同協会へ贈呈された。贈呈された船鐘は、現在マージー海洋博物館（Mersey Maritime Museum）に展示されている。
引き揚げ作業中に発生した更なる悲劇は、ダイバーのヘンリー・オットー・パーデュー（Henry Otho Perdue）軍曹が1939年8月23日に「ベンド」が原因で死亡したことであった。9月3日の日曜日にシーティスは、アングルシー島のレッド・ワーフ湾（Red Wharf Bay）に一旦意図的に座礁させられた。それは開戦が布告された日であった。引き揚げ班によりまだ収容されていなかった遺体はこの時に運び出され、最高儀礼の海軍葬をもって葬られた。
潜水艦乗組員以上の損失は、犠牲者の中に2名の海軍造船技師とキャメル・レアード造船所の潜水艦班の数名が含まれていたことであった。経験豊富な潜水艦の設計技師と造船技師は、戦争期間中に必要とされる人材になるはずあった。
シーティスの悲劇は、そのちょうど1週間前にニューハンプシャー州の海岸沖で沈んだ米海軍潜水艦スコーラスからの救出作業の成功とは対照的な出来事であった。

## サンダーボルト

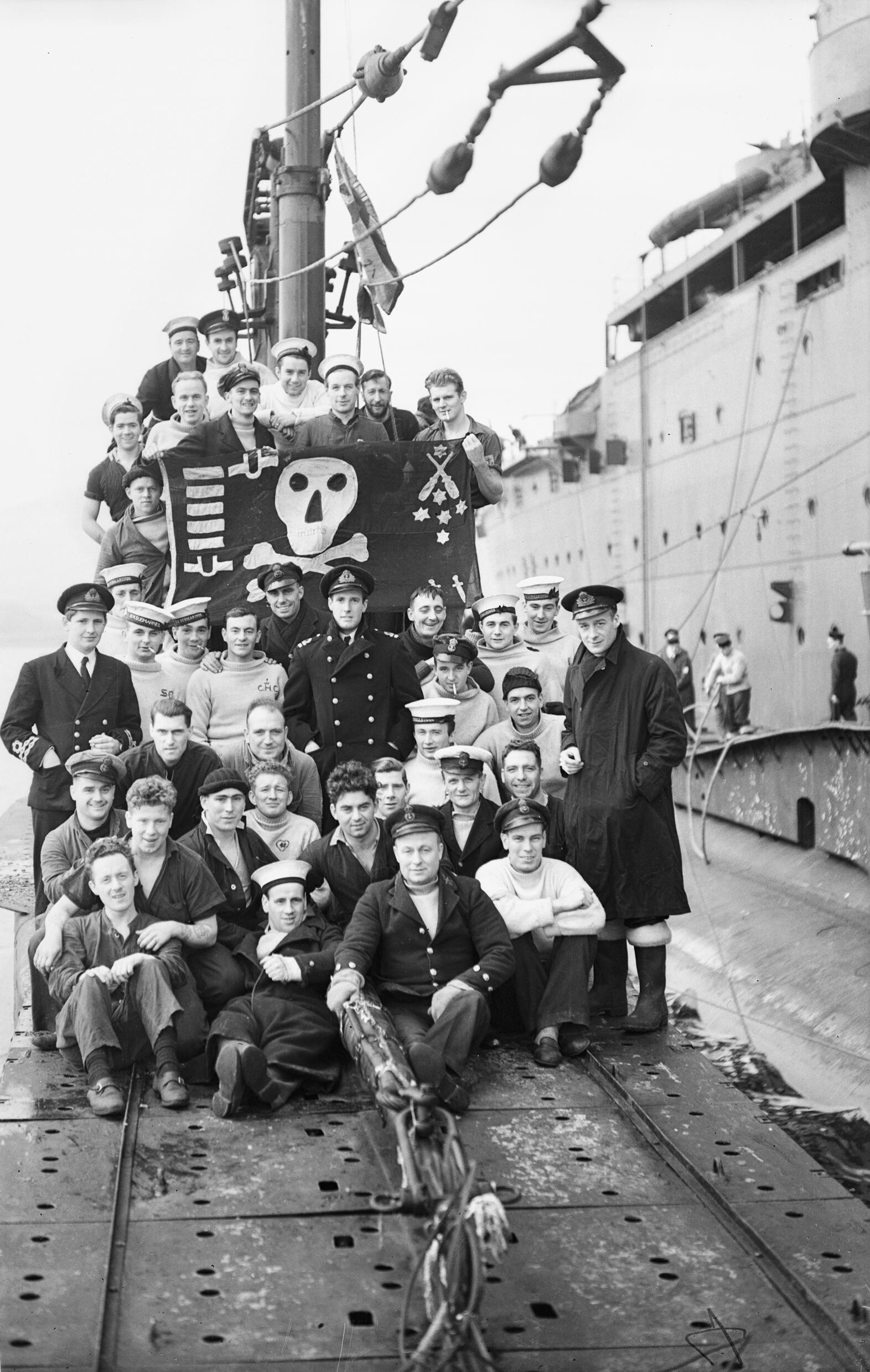
The crew of Thunderbolt and their 'Jolly Roger' flag, after a patrol in the Mediterranean

この艦は無事に引き揚げ、修復されて1940年にリチャード・クラウチ（Richard Crouch）少佐指揮の下でサンダーボルトとして就役した。
続く18カ月間に大西洋戦域で任務に就き、ビスケー湾の哨戒任務中の1940年12月15日にイタリアの潜水艦タランティーニ（Tarantini）を捕捉、撃沈した。
1942年の秋に姉妹艦のトルーパー（HMS Trooper (N91)）とHMS P311と共にサンダーボルトは、入港中の枢軸国軍船舶に対する作戦のために2隻のチャリオット（有人魚雷の一型式）とその搭乗員を運搬できるように改装され、この3艦は1942年12月に地中海戦域に配置転換された。
これらの艦の最初の任務は、1942年12月に実施されたプリンシパル作戦（Operation Principal）であり、3隻の潜水艦は地中海周辺の目標に攻撃を仕掛けた。サンダーボルトの攻撃目標はカリャリに入港中の船舶であったが作戦は成功せず、P311が攻撃目標のラ・マッダレーナで失われた。
1943年1月に実施されたパレルモ港への攻撃は、ある程度の成功を収めた。1月2日から3日にかけて有人魚雷が港に侵入し、停泊中の船舶に爆薬を仕掛けた。巡洋艦ウルピオ・トライアーノと商船ヴィミナーレ（SS Viminale）が沈没した。
1月18日にはトリポリ港で更なる作戦（ウェルカム作戦）が実施されたが、これは英第8軍（British Eighth Army）により占拠される寸前のトリポリ港が閉塞船により閉塞されるのを防ぐことを目的としたものであった。
サンダーボルトは、1943年3月14日にシチリア沖でイタリアの駆逐艦チコーニャ（Cicogna）により捕捉され、爆雷攻撃により撃沈された。全乗組員が犠牲となり、サンダーボルトは水深1,350 mの海底へ沈んだ。

## シーティス・クリップ
英国とオーストラリアの潜水艦は、これ以降に事故の結果を受けて導入された改善点の一つである「シーティス・クリップ」を装備した。これは魚雷発射管前方扉が開いて海に貫通している場合には、後方扉を極く僅かしか開けないように制限する掛け金（latch）である。水の流入がなければ掛け金は開放され、後方扉を全開にすることができるようになっている。

## メディアでの登場
1997年にBBCラジオ4（BBC Radio 4）がシーティスの悲劇をリバプールの作家フレッド・ローレス（Fred Lawless）作の『Close Enough To Touch』と題されたラジオ・ドラマとして放送した。このドラマは、BBCラジオ・マージーサイド（BBC Radio Merseyside）とBBCワールドサービスでも放送された。1999年にはマーク・ギー（Mark Gee）とデヴィッド・ロバーツ（David Roberts）共作の『HMS Thetis』と題された演劇がリバプール・ブルーコート会館（the Liverpool Bluecoat Chambers）とバーケンヘッド・パシフィックロード劇場（Birkenheads Pacific Road Theatre）で上演された。この劇にはジョン・マクアードル（John McArdle）とキャメル・レアード造船所の初年度実習生の新人社員が出演した(Paul Gillies, Dave Gill, Alan Lane, Chris Motley, Mike Jebb, Steve Taylor, Ollie Dodson, Stuie Dicken, Mark Poland, Ben McDonald, Tony Cummins, Barry Hayes, Chris Hall, Martin King, Graham Crilly, Billy Coburn, Matty Brassey,)。
シーティス喪失の原因は、1968年の映画『北極の基地/潜航大作戦』でも描かれ、この劇中ではパトリック・マクグーハン演じる人物が魚雷発射管の前方扉が開いている状態で後方扉を開かせるようにテスト弁を塞ぐことで潜水艦に対し破壊活動を行う手法を述べている。映画の中ではアーネスト・ボーグナイン演じる人物がシーティス・クリップを装備していない米国の潜水艦のテスト弁をエポキシ樹脂で塞ぎ、潜水艦は危うく沈没する事態に陥いる。
1994年にシーティスの事故を題材とした英国の作家アレクザンダー・フラートン（Alexander Fullerton）著の小説『潜水艦いまだ帰投せず』（原題：Not Thinking of Death、佐和誠 訳 ハヤカワ文庫 ISBN 4-15-040821-1）が発刊された。この小説では艦船名や登場人物は架空のものであるが、事故の過程は事故後に行われた査問法廷の裁判記録に沿って描かれている。